# Веб-прокси

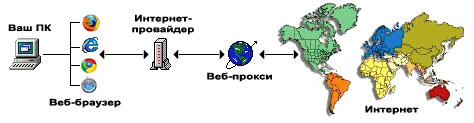
Схема подключения к Интернет через веб-прокси

Веб-прокси (англ. «web proxy») — это прокси-сервер и анонимайзер особого вида, представляющий собой веб-приложение (чаще всего PHP или Perl скрипт) установленное на веб-сервере, выступающее в роли посредника для загрузки контента различных веб-сайтов.
Веб-прокси могут быть использованы для следующих целей:
- ускорения загрузки веб-сайтов;
- тестирования онлайн сервисов;
- обхода ограничений Администратора локальной сети на доступ к определенным адресам веб-сайтов;
- сокрытия реального IP-адреса и анонимного доступа к веб-сайтам;
- получения доступа к веб-сайтам закрытым для просмотра пользователей определенных стран;

и многих других целей.

## Использование веб-прокси
Веб-прокси устанавливается на веб-сервере и обеспечивает возможность его пользователям загружать произвольные веб-ресурсы от IP адреса этого сервера, что и обеспечивает анонимность веб-сёрфинга. Для использования веб-прокси, необходимо ввести адрес интересующего ресурса и, при желании указав дополнительные настройки, активировать переход. К дополнительным настройкам относятся:
- запрет/разрешение на обработку JavaScript;
- использование Cookie;
- кодирование веб-адреса и страницы;
- замена или очистка заголовка;

и ряд других, зависящий от конкретного приложения.
При кодировании веб-адреса загружаемого ресурса применяются алгоритмы Base64 и Rot13. Для кодирования веб-страниц используется преобразование в HEX код всего текстового содержания веб-страницы. Применение этих методов позволяет получить доступ к страницам с запрещенным контентом и перейти по веб-адресу заблокированному Администратором. Административными методами противодействия использованию в локальных сетях веб-прокси могут стать: усиление фильтрации контента и блокировка адресов публичных веб-прокси.
Стоит отметить, что большинство хостеров запрещают устанавливать на дешевых тарифах виртуального хостинга веб-прокси по причине большой нагрузки на сервер и активного потребления входящего трафика. Несмотря на это ограничение, в Интернет широко распространено создание целых сетей веб-прокси, они представляют собой большое количество различных доменых имен, размещенных на одном или нескольких IP-адресах выделенных серверов. Такие сети используются их владельцами для получения прибыли от рекламы, размещаемой на этих ресурсах.

## Популярные скрипты веб-прокси

### CGIProxy
CGI прокси-сервер с поддержкой HTTP и FTP протоколов. CGIProxy обладает одной из полных и лучших среди аналогичных веб-прокси поддержек JavaScript, Flash и SSL (реализованной на OpenSSL и Net::SSLeay). Для своей работы веб-скрипт требует подключенный mod_perl или Perl 5.6.1 и выше. Настройка веб-прокси производится в текстовом формате и обладает большой гибкостью конфигурирования. Система фильтрации CGIProxy позволяет блокировать не только пользователей веб-ресурса, но и веб-сайты, запрашиваемые пользователями. Опции конфигурации позволяют ограничить типы загружаемого контента с целью сокращения нагрузки на веб-сервер, возможен переход в полностью текстовый режим изменением всего одного параметра настроек.

### Glype Proxy
PHP прокси-сервер, который подобно PHProxy позволяет обходить внутрисетевые ограничения путём использования внешнего веб-сервера. Glype Proxy обладает улучшенной поддержкой JavaScript, фильтром для блокировки как определенных веб-сайтов, так и адресов с заданными ключевыми словами, еще одной полезной функцией Glype Proxy является встроенная система кэширования, которая экономит ресурсы сервера, тем самым повышает производительность веб-сайта при малых потреблениях ресурсов системы, даже при работе с видео, аудио и flash. Упрощенная установка скрипта на веб-сервер позволит без знания PHP уже после загрузки на сервер начать использование Glype Proxy, а поддержка «тем» оформления обеспечит возможность быстрого выбора веб-дизайна для веб-прокси.

### PHProxy
PHP прокси-сервер (с поддержкой HTTP протокола), предоставляющий возможность обхода различных ограничений, установленных локальным прокси-сервером. Для примера, часто на университетских прокси-серверах закрыты наиболее популярные развлекательные веб-ресурсы, чтобы получить доступ к таким ресурсам, возможно использовать PHProxy. Для использования необходим внешний веб-сервер с поддержкой PHP, на котором установлен PHProxy.

### Zelune
PHP прокси-сервер, который во многом отличается от аналогичных веб-скриптов. Основными отличительными чертами Zelune являются: необязательное, но возможное использование MySQL позволит администратору веб-прокси применить блокировку пользователей по странам. Встроенная система кэширования позволяет загружать ранее запрошенные веб-страницы из кэша веб-сервера, а не получать их заново с удаленных ресурсов. Полезной опцией для администраторов публичных веб-серверов будет возможность заменять блоки рекламы с запрошенных страниц на свои собственные, на данный момент поддерживаются рекламные блоки Google AdSense и Yahoo! Publisher Network. Панель администрирования Zelune обладает большим количеством настроек, которые позволят настроить веб-прокси в соответствии с индивидуальными требованиями владельца веб-сайта, контролировать размер кэша и блокировать доступ к веб-сайту по заданным IP адресам.

## Проблемы использования публичных веб-прокси и их решение
Адрес веб-прокси не доступен 

Прежде всего, это может быть связано с невозможностью зайти на веб-прокси из-за того, что он тоже является заблокированным ресурсом (внутри локальной сети Администратором или владельцем веб-прокси). Очевидное решение данной проблемы — попробовать другой ресурс.
Невозможность соединиться с желаемым ресурсом 

С данной проблемой можно столкнуться в нескольких случаях:
- Маленькая скорость соединения между веб-прокси и введенным адресом ресурса не позволяет обработать и загрузить его при помощи используемого веб-прокси.
- Адрес введенного ресурса заблокирован на данном веб-прокси по каким-либо причинам.
- Веб-прокси может быть заблокирован владельцем сайта, адрес которого необходимо загрузить.

Данная проблема, вне зависимости от случая, может быть решена только путём использования другого адреса веб-прокси.
Фильтрация сильнее применяемых средств обхода 

Невозможность просмотра из-за ограничений, накладываемых на содержание (контент) веб-сайта. Решением данной проблемы может стать изменение настроек веб-прокси. Обычно настройки скрыты и могут быть показаны после нажатия ссылки Options, находящейся в непосредственной близости от поля ввода адреса ресурса. Там можно установить различные параметры, наиболее полезной может оказаться активация следующих опций: «Encode URL», «Encode Page», «Strip page title», «Use base64 encoding on the address», наличие той или иной опции зависит от типа используемого веб-прокси.
Некоторые функции веб-сайта недоступны 

Многие динамические ресурсы предоставляют пользователям ряд функций, выполнение которых должно производиться непосредственно на компьютере пользователя. Так как для доступа к этим ресурсам используется веб-прокси, то именно веб-прокси в данный момент является пользователем веб-сайта, доступ к которому необходимо получить. Поэтому из-за ряда технических проблем такие функции, как авторизация, отправка сообщений, поиск и прочие могут оказаться недоступными. Решение данной проблемы тоже заключается в небольшой дополнительной настройке веб-прокси. Обычно эти настройки скрыты и могут быть показаны после нажатия ссылки Options, находящейся в непосредственной близости от поля ввода адреса ресурса. Там можно изменить различные параметры, для решения этой проблемы рекомендуется отключить опции (снять галочки) «Remove Scripts», «Remove Objects» и проверить, установлена ли галочка напротив пункта «Allow Cookies».